# ダン・エッティンガー
ダン・エッティンガー（ヘブライ語: דן אֶטִינְגֶר; ラテン文字表記例：Dan Ettinger, 1971年6月10日 - ）は、イスラエル出身の指揮者。

## 経歴
1971年、ホロン生まれ。６歳の頃からピアノを習う。テルマ・イエリン芸術学校でピアノ、コントラバスや声楽を学び、ルービン音楽院でタマル・ラハムに師事してバリトン歌手としての修業を積んだ。1993年にフランソワ・シャピラ・コンクールにバリトン歌手として出場して優勝を果たし、イスラエル声楽研究所で更なる研鑽を積んだ。
1995年からニュー・イスラエル歌劇場を中心に歌手活動を行い、母校のルービン音楽院やテル・アビブ大学で教鞭をとるようになった。1999年にニュー・イスラエル歌劇場の合唱指揮者及びコレペティートルとなり、まもなく同歌劇場の常任指揮者となったことで指揮者に転向した。
2002年にエルサレム交響楽団の首席客演指揮者となり、2003年から2008年までベルリン国立歌劇場でダニエル・バレンボイムの助手を務めた。2005年から2018年までイスラエル交響楽団の音楽監督を務め、その任期中の2009年から2016年までマンハイム国立歌劇場の音楽監督、2010年から2015年まで東京フィルハーモニー交響楽団の常任指揮者をそれぞれ兼任した。2015年からはシュトゥットガルト・フィルハーモニー管弦楽団の首席指揮者を務めている。